# Епархия Паранагуа
Епархия Паранагуа (лат. Dioecesis Paranaguensis) — епархия Римско-Католической церкви с центром в городе Паранагуа, Бразилия. Епархия Паранагуа входит в митрополию Куритибы. Кафедральным собором епархии Паранагуа является церковь Пресвятой Девы Марии Розария.  

## История
21 июля 1962 года Римский папа Иоанн XXIII издал буллу «Ecclesia sancta», которой учредил епархию Паранагуа, выделив её из aрхиепархии Куритибы.

## Ординарии епархии
- епископ Bernardo José Nolker, C.SS.R. — (7 января 1963 — 15 марта 1989, в отставке);
- епископ Alfredo Ernest Novak, C.SS.R. — (15 марта 1989 — 2 августа 2006, в отставке);
- епископ João Alves Dos Santos, O.F.M.Cap. — (2 августа 2006 — 9 апреля 2015, до смерти);
- епископ Edmar Peron — (25 ноября 2015 — 20 мая 2025, в отставке);
  - епископ Bruno Elizeu Versari (20 мая 2025 — 20 августа 2025 — апостольский администратор);
- епископ Paulo Alves Romão (20 августа 2025 — по настоящее время).

## Источник
- Annuario Pontificio, Ватикан, 2007
- Bolla Ecclesia sancta, AAS 55 (1963), p. 817  (лат.)